# A-Trak
Але́н Макло́вич (англ. Alain Macklovitch, род. 30 марта 1982), более известный как A-Trak — диджей и музыкант из Монреаля (Канада). В 13 лет приобрёл вертушки, тренировался по 18 часов в день, и уже в 15 стал самым молодым в истории DMC-чемпионом мира, а также впервые выиграл все 3 ведущих DMC чемпионата и стал DMC чемпионом 5 раз. Гастролировал по всему миру в качестве тёрнтейблиста и диджея в составе Invisibl Skratch Piklz и The Allies. Затем, в качестве штатного диджея, выступал вместе с Канье Уэстом. В настоящий момент играет fidget house и электро в духе Crookers, а также занимается выпуском собственных треков и ремиксов. Крайне техничный диджей, играет с Serato и любит разбавить хаус-сет небольшим мини-сетом из хип-хопа.
Родной брат одного из участников Chromeo.
В 2009 году A-Trak и Арман Ван Хелден сформировали дуэт Duck Sauce.

## Награды
- 1997 год: Technics / DMC World Champion (15 years old — youngest ever)
- 1999 год: ITF Western Hemisphere Scratching Champion
- 1999 год: Vestax World DJ Extravaganza Champion
- 2000 год: ITF World Champion (Advancement category)
- 2000 год: DMC Team Champion (with DJ Craze)

## Дискография
- Gangsta Breaks (12")
- Buck Tooth Wizards (CD)
- Enter Ralph Wiggum (7")
- Monkey Boy Breaks (12")
- Don’t Fool With The Dips (12")
- Oh No You Didn’t! Live From Vancouver (CD)
- Drive Slow Mixtape w/ GLC (CD)
- Sunglasses Is A Must (DVD)
- Dirty South Dance (CD), Obey’s 4th mixtape, limited to 5000 copies.
- Running Man: Nike+ Original Run (Exclusive to iTunes)
- FabricLive.45 (April 2009) (CD)
- Infinity+1 (2009) (CD)
- Dirty South Dance 2 (2010)

### Ремиксы
- Laidback Luke & Sander van Doorn — Who’s Wearing The Cap (A-Trak Remix)
- Kanye West — Stronger (A-Trak Remix)
- Yeah Yeah Yeahs — Heads Will Roll (A-Trak Remix, Radio Edit, and Dub)
- Tiga — What U Need (A-Trak Remix)
- Robyn — Indestructible (A-Trak Remix and Radio Edit)
- MSTRKRFT — Bounce (A-Trak Remix)
- Sebastien Tellier — Kilometer (A-Trak Remix)
- Boys Noize — Oh! (A-Trak Remix)
- Digitalism — Idealistic (A-Trak Remix)
- The Count & Sinden — Beeper (A-Trak Remix)
- Justice — D.A.N.C.E (A-Trak Remix) [For DJ Hero 2 Only]
- Naughty By Nature «O.P.P» vs. Jackson 5 «ABC» (A-Trak Remix) [DJ Hero 2 Only]
- Martin Solveig — The Night Out (A-Trak Remix)
- Disclosure ft. Lorde — Magnets (A-Trak Remix)
- Axwell — Nobody Else (A-Trak Extended Remix)